# Barátcinege
A barátcinege (Poecile palustris) a verébalakúak (Passeriformes) rendjébe, ezen belül a cinegefélék (Paridae) családjába tartozó apró termetű erdei madárfaj.

## Rendszerezése
A fajt Carl von Linné svéd természettudós írta le 1758-ban, a Parus nembe Parus palustris néven. Egyes szervezetek jelenleg is ide sorolják.

## Alfajai
- Poecile palustris brevirostris Taczanowski, 1872 – Kelet-Ázsia
- angol barátcinege (Poecile palustris dresseri) (Stejneger, 1886) – Egyesült Királyság, Franciaország
- Poecile palustris ernsti (Yamashina, 1933)
- Poecile palustris hellmayri Bianchi, 1902
- Poecile palustris hensoni (Stejneger, 1892)
- olasz barátcinege (Poecile palustris italicus) (Tschusi & Hellmayr, 1900) – Olaszország, Francia-Alpok
- Poecile palustris jeholicus (O. Kleinschmidt & Weigold, 1922)
- Poecile palustris kabardensis (Buturlin, 1929)
- európai barátcinege (Poecile palustris palustris) (Linnaeus, 1758) – Észak- és Közép-Európa; Spanyolországig és Görögországig
- Poecile palustris stagnatilis (C. L. Brehm, 1855) – Kelet-Európa, Törökország és az Urál között[2]

## Előfordulása
Eurázsia területén honos. Az Ibériai-félsziget és Skandinávia nagy része, Írország és Skócia kivételével az egész kontinensen elterjedt. Anatólia fekete-tengeri partvidékén is előfordul.
Természetes élőhelyei a mérsékelt övi erdők, tűlevelű erdők, mangroveerdők és cserjések, tavak közelében, valamint vidéki kertek és városi régiók. Állandó, nem vonuló faj.

### Kárpát-medencei előfordulása
Magyarországon állandó, rendszeres fészkelő, gyakorinak mondható. Állományai a Dunántúli- és Északi-középhegységben, illetve a Mecsekben a legsűrűbb, az Alföld délkeleti részén viszont egyáltalán nem élnek barátcinegék. Becslések szerint Magyarországon 88 000 – 137 000 fészkelő pár található.

## Megjelenése
Testhossza 11–12 centiméteres, testtömege 10-13 gramm, szárnyfesztávolsága pedig 18–20 centiméter körül mozog. A barátcinege meglehetősen egyszerű kinézetű madár, főleg a közismert szén- és kék cinegével összehasonlítva. Háta, farka és szárnyai sötétebb, hasa és begye világosabb barna, fehér arcfoltját pedig tarkóig nyúló, fekete sapkája és torokcsíkja fogja közre. 
|  |  |

## Életmódja
Rokonaihoz hasonlóan elsősorban ízeltlábúakat fogyaszt, étrendjében hernyók, lószúnyogok, pókok, bogarak, poloskák szerepelnek. Állandó madár lévén a téli időszakban magvakkal, bogyókkal egészíti ki étrendjét és nagy szükség esetén kóborolhat. Olykor madáretetőkön is látható.
Hangadása változatos, legjellemzőbb hangjai a „pitcsú” vagy „hars-cséé” hívások, illetve a negatív hatást jelző „csikka-bí-bí-bí”.

## Szaporodása
A barátcinege bükkösök és tölgyesek faodvaiban fészkel, olykor mesterséges fészekodúkat is elfoglal. A választott hely körül kis revírt tart fenn, amit védelmez a fészekfoglaló betolakodóktól. Évente csak egyszer költ. A mélyedést növényi részekkel béleli ki, ide kerülnek a tojások. A 7-11 csupasz és vak fióka 14-16 nap múltán kel ki, majd 16-20 napos folyamatos szülői táplálást követően a kitollasodott utódok kirepülnek.
|  |  |

## Természetvédelmi helyzete
Az elterjedési területe rendkívül nagy, egyedszáma ugyan csökken, de még nem éri el a kritikus szintet. A Természetvédelmi Világszövetség Vörös listáján nem fenyegetett fajként szerepel. Magyarországon védettséget élvez, természetvédelmi értéke 25 000 forint. Állománya mérsékelt növekedést mutat.